# Buckingham (Québec)
Pour les articles homonymes, voir Buckingham.
Buckingham est un secteur de la ville de Gatineau, au Québec. Situé dans l'est de celle-ci, de part et d'autre de la rivière du Lièvre, il s'agit du plus petit secteur de la ville, tant par sa superficie que par sa population, qui s’élève à 12 795 habitants en 2021.

## Géographie

### Situation
Buckingham est un secteur situé dans l'est de la ville de Gatineau, au sud de la région administrative de l'Outaouais. Il fait aussi partie d'une région connue sous le nom de Basse-Lièvre, qui correspond au sud de la vallée de la rivière du Lièvre. Le secteur est traversé par cette rivière et se trouve à quelques kilomètres de l'endroit où elle se jette dans la rivière des Outaouais. Buckingham se trouve à environ 30 km au nord-est d'Ottawa et à environ 140 km à l'ouest de Montréal. Avec une superficie de 16,2 km2, il s'agit du plus petit secteur de la ville. Il est bordé par le secteur de Masson-Angers au sud et à l'est, ainsi que par la municipalité de L'Ange-Gardien au nord et à l'ouest.

### Géologie et géomorphologie
Le territoire de Buckingham se situe à la transition entre deux régions physiographiques : la majeure partie du secteur se trouve dans les Laurentides méridionales, tandis que le sud-est s’étend sur les basses-terres du Saint-Laurent. Ces deux régions reposent localement sur la province géologique de Grenville, qui fait partie du Bouclier canadien. La transition entre ces ensembles physiographiques est marquée par une ligne d’escarpement, responsable du dénivelé important entre Buckingham et Masson.
Le substrat rocheux est principalement constitué de roches métamorphiques. À l'est du secteur dominent le gneiss charnockitique et la granulite, riches en minéraux comme le quartz, le feldspath et le mica. À l'ouest, le sous-sol est surtout composé de marbre. Dans le bassin versant de la rivière du Lièvre, ces marbres sont généralement de type dolomitique ou calcitique, et présentent le plus souvent une structure irrégulière, une texture rubanée et des grains grossiers.

### Hydrographie

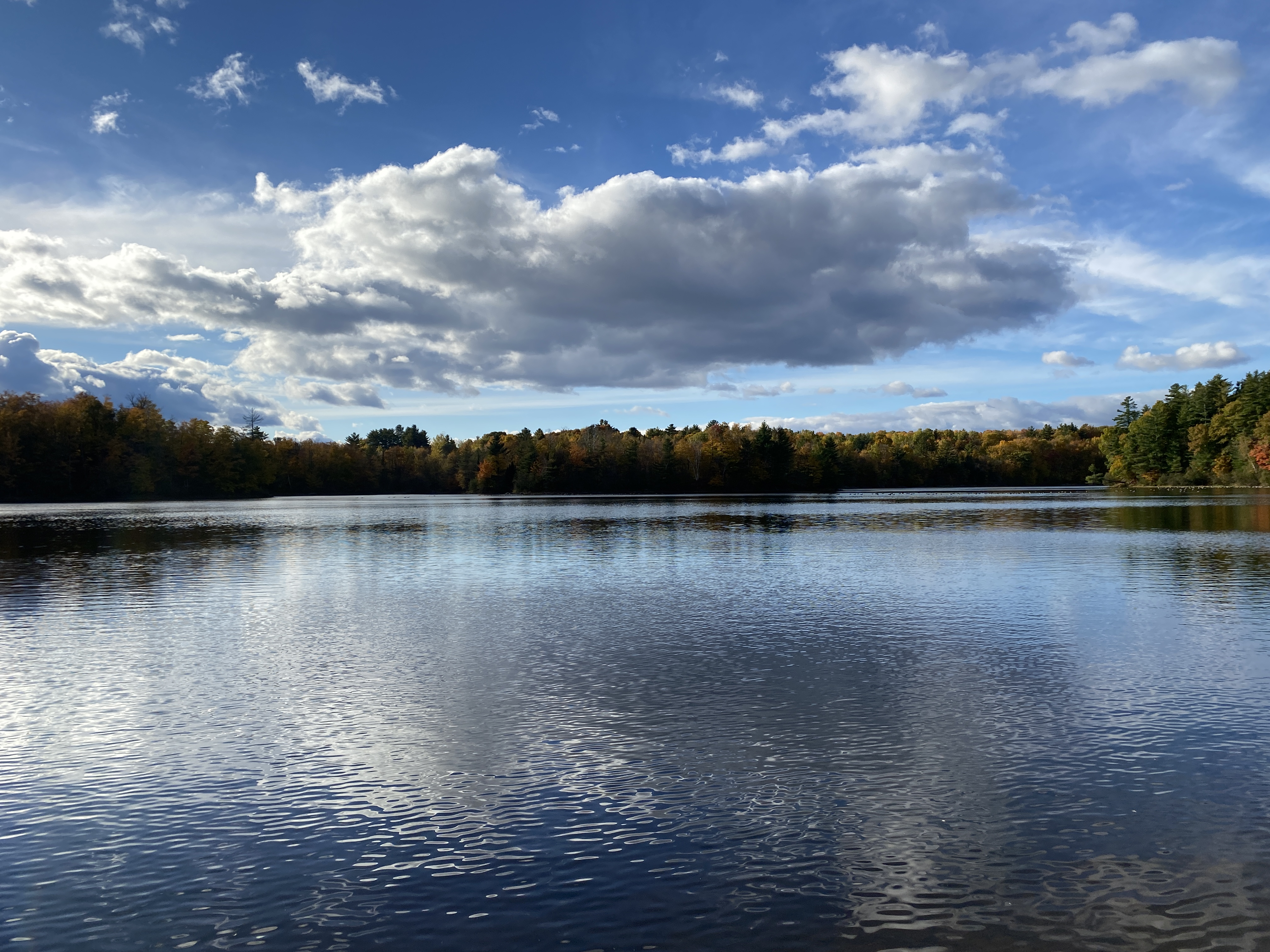
La rivière du Lièvre en amont du barrage Rhéaume.

Le principal cours d'eau à Buckingham est la rivière du Lièvre, qui traverse le secteur en son centre du nord au sud et qui est marquée par une série de chutes et de rapides. Affluent de la rivière des Outaouais, elle s'y jette quelques kilomètres plus au sud, dans le secteur voisin de Masson-Angers. Elle sert de première voie de communication et de transport dans le secteur, d'abord au peuple oueskarini, puis aux colons, et joue un rôle de premier plan dans le développement de l'industrie forestière. Au XXe siècle, la rivière est aménagée pour la production hydroélectrique par la construction des barrages Maclaren (1916), Rhéaume (1929) et Dufferin (1957),.
Buckingham est parcouru par plusieurs cours d'eau de moindre importance. En raison des interventions humaines, leurs tracés d'origine peuvent être difficiles à définir, notamment dans les zones résidentielles, où leurs parcours ont été modifiés par des canalisations, des routes ou des chemins privés. La partie ouest du secteur est traversée par plusieurs petits cours d'eau qui se déversent dans la rivière du Lièvre. C'est le cas du ruisseau de la Cinquième Concession, qui s'y jette à la frontière avec L'Ange-Gardien, au nord-ouest de Buckingham. Au nord-est, deux autres petits cours d'eau se jettent également dans la rivière du Lièvre.
L'extrémité est du secteur est traversée du nord au sud par le ruisseau Pagé. Ce dernier, affluent de la rivière des Outaouais, prend sa source dans les milieux humides situés au sud de L'Ange-Gardien, et termine sa course dans la baie de Lochaber, dans la municipalité de Lochaber-Partie-Ouest. Le sud-est de Buckingham est parcouru par le cours d'eau Smith, qui traverse une zone agricole et l'autoroute 50, avant de se jeter dans la rivière des Outaouais, dans le secteur de Masson-Angers.

### Climat
Pour un article plus général, voir climat du Québec.
Buckingham est exposé à un climat continental humide avec été tempéré (Dfb, selon la classification de Köppen), caractérisé par une forte amplitude thermique entre les saisons chaudes et froides. Les précipitations, abondantes tout au long de l’année, se manifestent sous forme de pluie, de neige ou de grêle, selon les saisons.
Une station météorologique est ouverte dans le secteur en avril 1960, avant d'être fermée en janvier 1985. Pour la période de 1961 à 1990, la température annuelle moyenne y est de 4,9 °C, avec une amplitude thermique annuelle de 31,9 °C. Le cumul annuel moyen de précipitations est de 990 mm, avec en moyenne 10 à 15 jours de précipitations par mois. Pour la période de 1991 à 2020, la température moyenne annuelle observée à la station météorologique la plus près, soit celle d'Angers, située 11 km à l'ouest de Buckingham, est de 5,3 °C, avec une amplitude thermique annuelle de 30,8 °C. En moyenne, entre 10,8 et 13 jours de précipitations sont observés par mois.
| Mois                              | jan.  | fév.  | mars | avril | mai  | juin  | jui. | août | sep. | oct. | nov. | déc. | année |
| --------------------------------- | ----- | ----- | ---- | ----- | ---- | ----- | ---- | ---- | ---- | ---- | ---- | ---- | ----- |
| Température minimale moyenne (°C) | −16,5 | −15,5 | −8,7 | −1    | 5,6  | 10,9  | 13,4 | 12,5 | 8,1  | 2,2  | −3,5 | −11  | −0,3  |
| Température moyenne (°C)          | −11,2 | −9,5  | −3,7 | 5     | 12,2 | 17,4  | 19,6 | 18,7 | 14,2 | 7,4  | 1    | −7   | 5,3   |
| Température maximale moyenne (°C) | −5,6  | −3,3  | 2,3  | 10,7  | 19,1 | 23,8  | 26,2 | 25,1 | 20,4 | 12,6 | 5,2  | −2,1 | 11,2  |
| Précipitations (mm)               |       |       | 61,2 | 82,5  | 91,9 | 114,6 | 99   | 97   | 95,4 | 96,5 | 72,2 |      |       |
| dont pluie (mm)                   |       | 8,1   | 28,8 | 75,6  | 91,2 | 114,6 | 99   | 97   | 95,4 | 94,7 | 59   | 28,5 |       |
| dont neige (cm)                   | 46,8  | 35,1  | 27,3 | 6,9   | 0    | 0     | 0    | 0    | 0    | 1,7  | 15,8 | 46,1 | 179,7 |

### Flore
Le territoire de Buckingham est partagé entre deux domaines bioclimatiques, dont la limite approximative correspond à celle des régions physiographiques. La partie septentrionale du secteur est située dans le domaine de l'érablière à tilleul, dominé par l'érable à sucre, accompagné notamment du tilleul d'Amérique, du frêne d'Amérique, de l'ostryer de Virginie et du noyer cendré. La partie méridionale du secteur est quant à elle située dans le domaine de l'érablière à caryer cordiforme, caractérisé par la présence de l'érable à sucre, du caryer cordiforme, du caryer ovale, du micocoulier occidental de l'érable noir, du chêne bicolore, de l'orme de Thomas et du pin rigide.

## Voies de communication et transports

### Réseau routier
Buckingham est desservi par une route régionale, la route 315 (R-315), qui traverse le secteur dans un axe nord-sud en longeant la rive est de la rivière du Lièvre. Elle relie la route nationale 148 (R-148) à la route régionale 309 (R-309), en traversant le secteur de Masson-Angers et la municipalité de L'Ange-Gardien. Son tracé emprunte l'avenue de Buckingham, principale artère du secteur,, ainsi que la rue Joseph.
La rue Georges constitue également une voie importante à Buckingham. Elle relie la route 148, dans le secteur de Masson-Angers, au centre-ville de Buckingham, en longeant la rive ouest de la rivière du Lièvre.
Le sud-est de Buckingham est traversé par l'autoroute Guy-Lafleur (A-50). Une bretelle d’accès à celle-ci est située à l’extrémité sud du secteur, sur l’avenue de Buckingham. Deux autres accès, en périphérie, se trouvent dans le secteur voisin de Masson-Angers : l’un au sud-ouest de Buckingham, sur la rue Georges, et l’autre à l’est, sur l’avenue Lépine.

### Ligne ferroviaire
Une ligne ferroviaire secondaire traverse l’est du secteur de Buckingham selon un axe nord-sud, le reliant à Masson. Ancienne propriété du Canadien Pacifique elle fait maintenant partie de l'embranchement Buckingham des chemins de fer Québec-Gatineau, exploité par la société Genesee & Wyoming. Elle est principalement utilisée pour le transport de wagons chargés de chlorate de sodium, et dans une moindre mesure de chlorite de sodium, en provenance de l'usine de produits chimiques ERCO Mondial,, située dans le nord-ouest du secteur.
Le transport de ces matières comporte certains risques, notamment celui d'un déversement. Un tel incident s'est produit en mars 1997, lorsque quelques litres de chlorate de sodium se sont échappés d'un wagon-citerne, forçant alors l'évacuation de plusieurs résidences à proximité.

### Transports en commun
Buckingham, comme les autres secteurs de la ville de Gatineau, est desservi par la Société de transport de l'Outaouais (STO). Trois lignes d'autobus y sont en service. La ligne 97, une ligne de quartier, dessert les secteurs de Buckingham et de Masson-Angers. Elle emprunte l'autoroute Guy-Lafleur pour rejoindre la station Lorrain, située à Templeton, dans le secteur de Gatineau. Cette station constitue le point d'entrée est du Rapibus, un corridor bidirectionnel réservé aux autobus. Les lignes 95 et 98, quant à elles, sont en service dans les périodes de pointe et assurent la liaison jusqu'au centre-ville d'Ottawa,.
Le corridor du Rapibus ne rejoint pas encore le secteur de Buckingham. La STO envisage à long terme le prolongement du tracé jusqu'à ce secteur, mais aucune décision n'a encore été prise en ce sens.
Depuis l'été 2021, un service de transport à la demande est offert dans les secteurs de Buckingham et de Masson-Angers. Il permet aux voyageurs de partager un taxi et de rejoindre la station Lorrain, où ils peuvent accéder au réseau régulier d’autobus du reste de la ville.

### Réseau cyclable
Buckingham compte plusieurs pistes cyclables intégrées au réseau de la ville de Gatineau. Trois d'entre elles suivent les principaux axes routiers du secteur. La première, aménagée sur les terrains de la compagnie James Maclaren, longe l'avenue de Buckingham (R-315) et rejoint le chemin Montréal Ouest (R-148) dans le secteur de Masson-Angers. La deuxième, le sentier du Lièvre Est, suit la rive est de la rivière du Lièvre, qu'il franchit à l'aide d'un pont pour atteindre la rive ouest,. La troisième, le sentier du Lièvre Ouest, prolonge le précédent en longeant une partie de la rue Georges. Un projet de prolongement vise à relier le sentier au chemin Montréal Ouest dans le secteur de Masson-Angers, rejoignant ainsi la première piste.

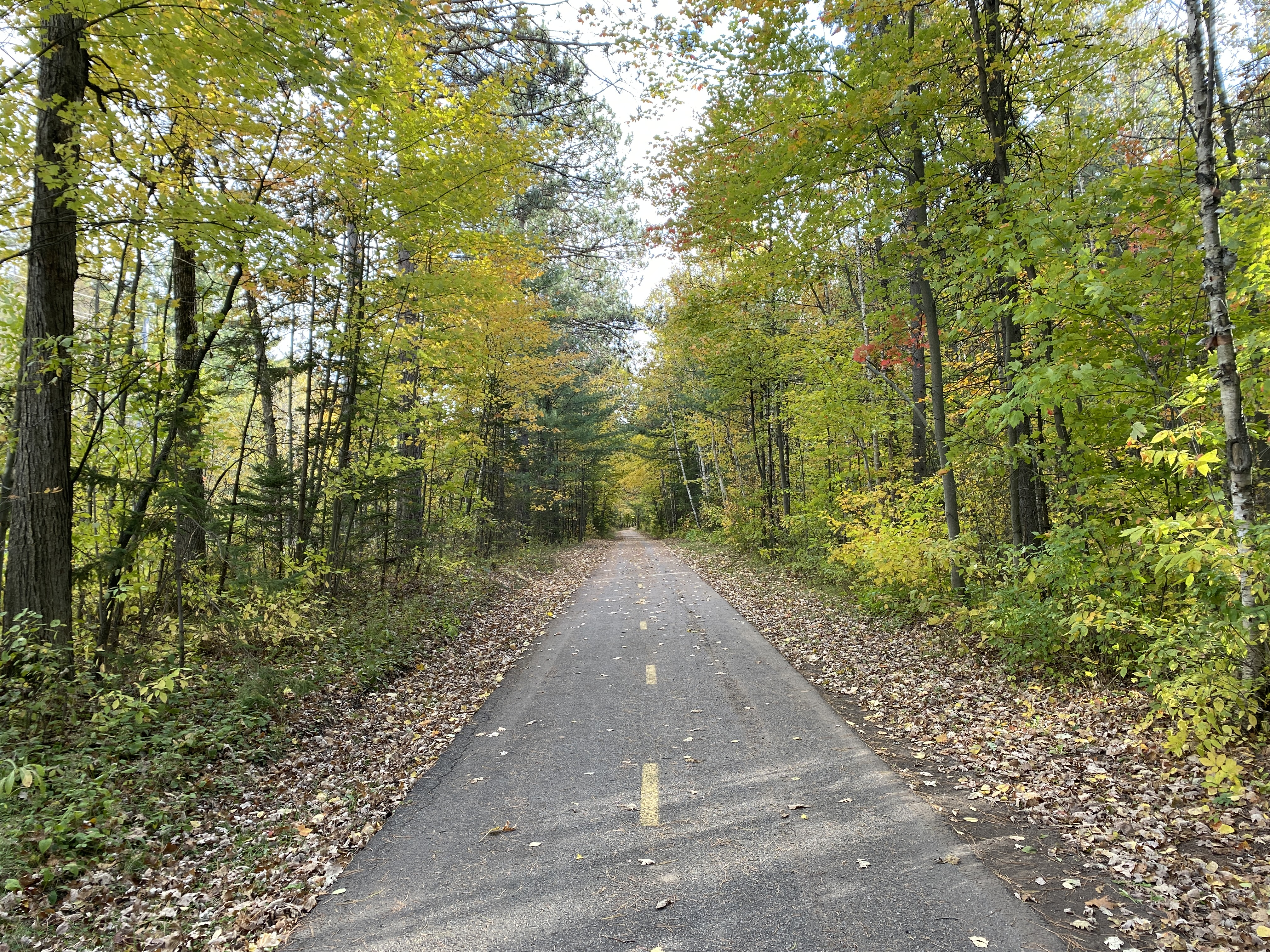
La piste cyclable longeant l'avenue de Buckingham (R-315), sur la rive est de la rivière du Lièvre.
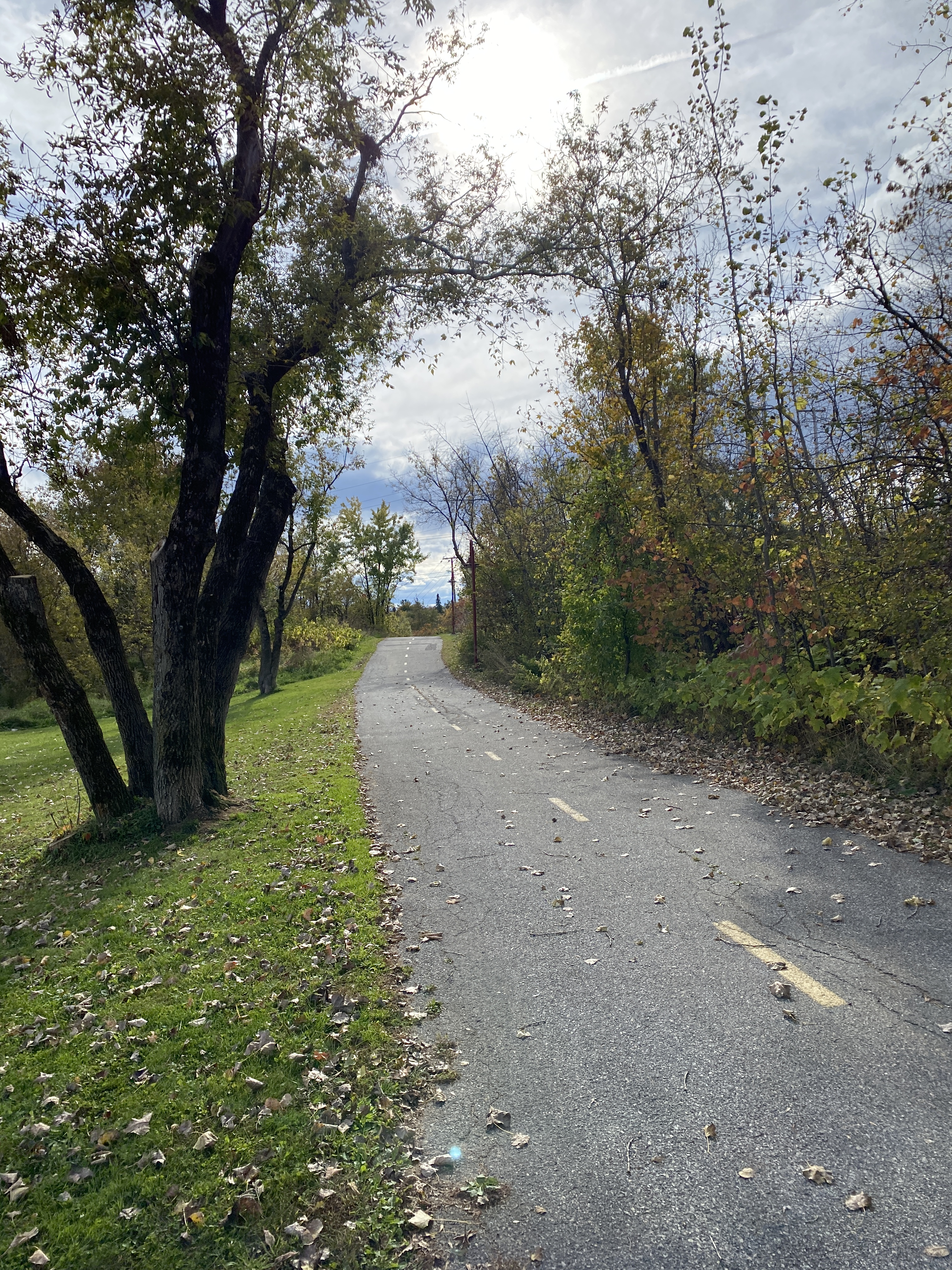
L'une des branches du sentier du Lièvre Est, dans le parc du Château-d'Eau.
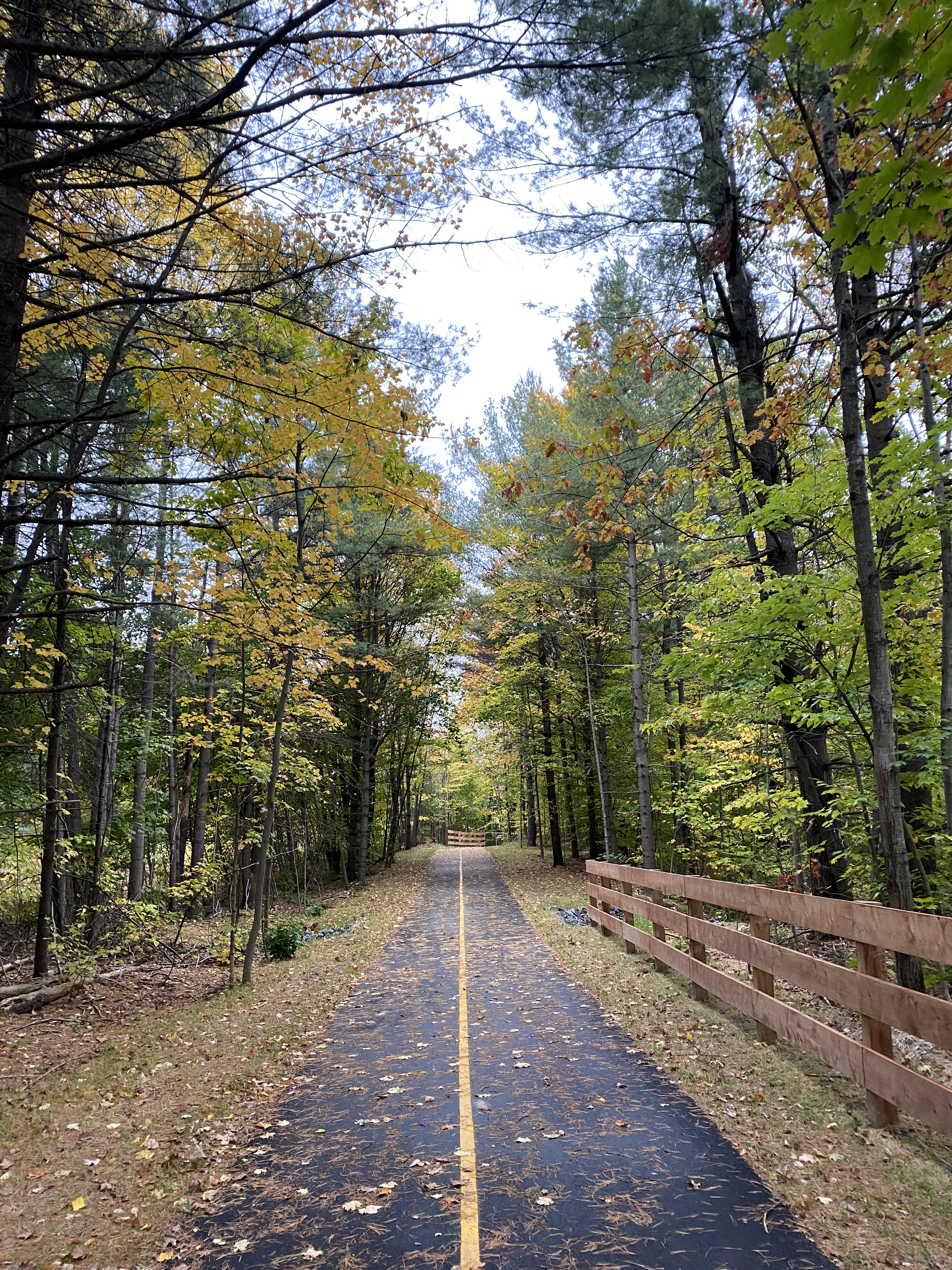
Le sentier du Lièvre Ouest, longeant la rue Georges.

## Toponymie
Le secteur de Buckingham et la ville qui l'a précédé, tiennent ce nom du canton dans lequel la ville a pris naissance. Certains estiment que le toponyme Buckingham a été choisi par les arpenteurs et fonctionnaires souhaitant reproduire le modèle britannique sur le plan toponymique et ainsi constituer une « petite Angleterre » au Québec. C'est dans ce contexte que sont attribués des toponymes britanniques — comme Buckinghamshire, Devon et Dorchester — aux circonscriptions électorales de la première législature du Bas-Canada. Le nom de Buckingham pourrait ainsi faire référence à la ville éponyme, située dans le comté du Buckinghamshire, en Angleterre.
Le toponyme désignant le canton de Buckingham est attesté dès 1795 par les arpenteurs Samuel Gale et Jean-Baptiste Duberger. Ces derniers se réfèrent alors à une carte dessinée en 1788 par Patrick Mc Niff, intitulée A Survey of Part of the Ottawa River Fronting the Townships of Chattham, Grenville, Coermarthen, Norfolk, Suffolk and Buckingham. Cette utilisation antérieure à la première législature du Bas-Canada pousse l'historien Pierre Louis Lapointe à penser que le choix de ce nom est plutôt le fruit d'une marque d'amiration pour William Pitt, premier ministre de Grande-Bretagne de 1783 à 1801, dont le cousin, George Nugent-Temple-Grenville, est nommé marquis de Buckingham en 1784.

## Histoire

### Premiers occupants

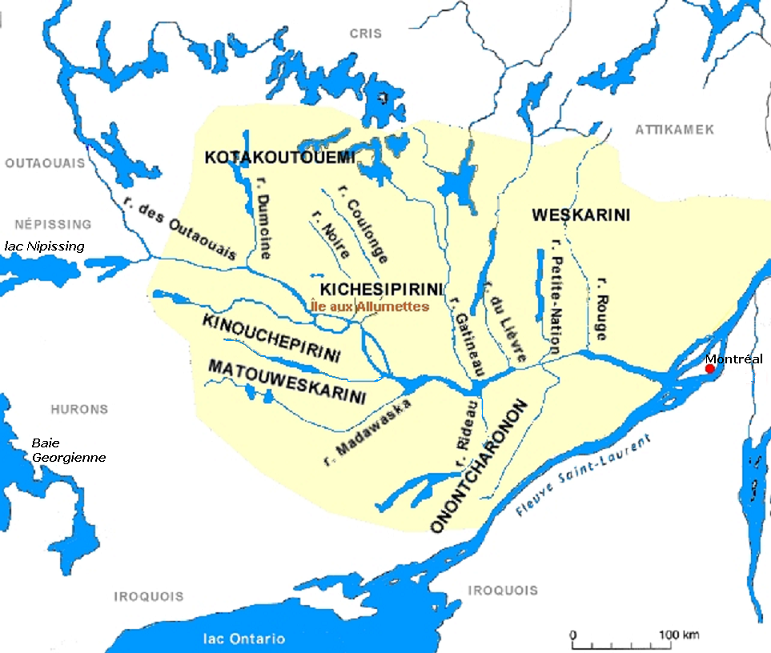
Carte représentant le territoire des Oueskarini lors de la première moitié du XVIIe siècle.

Très peu d'informations sont connues à propos des premiers occupants du territoire de Buckingham et de la Basse-Lièvre. Samuel de Champlain, sur sa carte de 1632, décrit la région de la rivière du Lièvre comme étant occupée par les Oueskarini, soit le « peuple du chevreuil » en langue algonquine. Ce peuple semi-nomade — baptisé « Petite Nation » par les Français et « Quieunontatetonon » par les Hurons-Wendat — occupe également le territoire traversé par la rivière de la Petite Nation et la rivière Rouge.
À la suite de leurs contacts avec les colons européens, les Oueskarini, comme leurs cousins algonquins, délaissent leur mode de vie traditionnel et adoptent des produits européens. Au cours du XVIIe siècle, ils sont décimés par le choc bactériologique résultant de leurs contacts avec les colons et sont chassés de leur territoire par les Kanien'kehá:ka. Ce n'est qu'à partir de la fin du XVIIIe siècle qu'ils recommencent à exploiter leur territoire de chasse traditionnel. Ils doivent alors faire face aux Métis et aux Haudenosaunee qui ne reconnaissent pas leurs droits ancestraux dans la région.

### Période coloniale

#### Régime français
En 1613, Samuel de Champlain remonte la rivière des Outaouais jusqu'à l'île aux Allumettes et en recense les principaux affluents, telle que la rivière du Lièvre. Dès les débuts de la Nouvelle-France, la Basse-Lièvre, comme le reste de l'Outaouais, joue un rôle important dans le commerce des fourrures, au cœur des échanges commerciaux avec l'Europe. Le castor, particulièrement, connaît une forte demande en Europe en raison de ses qualités de feutrage. La valeur qui y est associée suscite une ruée vers cette ressource. Dans ce contexte, la région voit le passage de coureurs des bois et d'interprètes. 
Au cours du XVIIe siècle, une série de conflits oppose les Français aux Haudenosaunee. La rivière des Outaouais passe alors sous l'influence de ces derniers. Par conséquent, la rivière du Lièvre devient l'un des cours d'eau empruntés pour la contourner, avec les rivières Coulonge, Désert, Gatineau et Saint-Maurice. La Gatineau, la Lièvre et le Saint-Maurice prennent leur source à une courte distance les unes des autres, ce qui rend possible le portage entre celles-ci après les avoir remontées.
Sous le régime français, l'Outaouais et la Basse-Lièvre ne font pas l'objet de colonisation, puisque les marchands de fourrures de Montréal s'y opposent, craignant l'arrivée de concurrents potentiels. Ainsi, la région est réservée à la traite des fourrures jusqu'à la fin du XVIIIe siècle, même après la conquête de la Nouvelle-France par la Grande-Bretagne. Il n'est toutefois pas possible de prouver l'existence de postes de traite ou d'avant-postes en amont de la rivière du Lièvre.

#### Concession des terres et colonisation

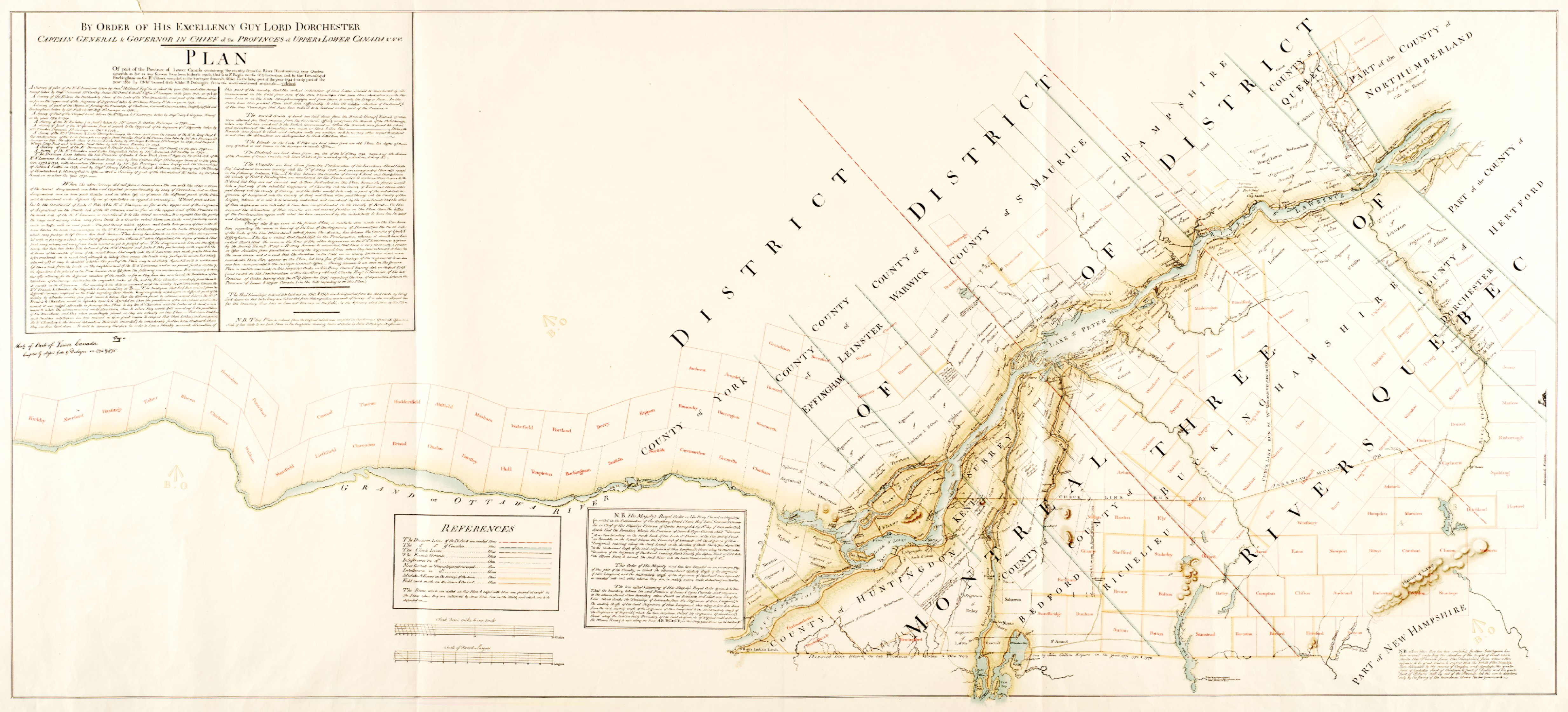
La carte Plan of part of the province of Lower Canada (1795) des arpenteurs Gale et Duberger, sur laquelle apparaît le canton de Buckingham.

Le traité de Paris de 1763 confère aux Britanniques la propriété de toutes les terres publiques du Canada. Ainsi, à l'exception de la seigneurie de la Petite-Nation, l'ensemble de l'Outaouais devient possession da la couronne Britannique. La région est dès lors assujettie aux modes de concession établis par le gouvernement, qui varient au cours de la période de 1763 à 1840. À partir de 1791, la division des terres publiques est réalisée en cantons, comme le prévoit l'article 32 de l'Acte constitutionnel. Dès 1788, le toponyme Buckingham apparaît sur une carte de Patrick Mc Niff pour désigner l'un des cantons situés sur la rive nord de la rivière des Outaouais. Il en est de même sur la carte des arpenteurs Samuel Gale et Jean-Baptiste Duberger, dressée en 1795.
En juin 1795, William Fortune, un loyaliste ayant servi l'armée britannique durant la guerre d'indépendance des États-Unis comme guide, capitaine, et colonel de milice, demande au gouvernement l'autorisation d'arpenter le canton de Buckingham et de s'y établir comme « chef de canton » avec ses partenaires. Le 1er mai 1802, ils se voient accorder un quart du canton, correspondant à 12 000 acres. Dès cette acquisition, William Fortune et ses associés, à l'exception de deux d'entre eux, cèdent à d'autres les lots obtenus. La presque totalité de ces derniers sont acquis par Joseph Bigelow, qui les cède à son tour à son lointain parent, Levi Bigelow, le 7 mai 1803. Ce dernier, qui a l'intention d'établir une colonie agricole sur les rives de la rivière du Lièvre, est dès lors le plus grand propriétaire terrien du canton de Buckingham.
Ce n'est qu'en mars 1824 que Levi Bigelow s'installe dans le canton de Buckingham pour s'y construire, avant de débuter ses travaux de défrichement le 4 avril suivant. En juillet de la même année, Baxter Bowman arrive à Buckingham pour débuter la construction d'une scierie — qui est en opération à partir de janvier 1825 — ainsi que d'un moulin à farine en 1826. La scierie de Bigelow, quant à elle, débute ses opérations en 1831. À la suite de l'arrivée de Bigelow et Bowman, la population du canton et du site du futur village de Buckingham augmente considérablement.
En 1864, à la mort de Bowman, James Maclaren rachète l’entreprise forestière du défunt. Maclaren, un Ontarien d'origine écossaise, œuvre alors déjà dans le commerce du bois. En effet, son frère John et lui se sont lancés en affaires dans ce domaine en 1844, en achetant un moulin à bois dans le secteur de Wakefield. Ainsi, disposant d’un bon bagage de connaissances dans ce domaine, James Maclaren fait croître son entreprise. À sa mort, ses fils prennent la relève en étendant leurs activités commerciales vers l’industrie des pâtes et papiers et vers celle de l’hydroélectricité.

### La naissance de Buckingham
Dans la seconde moitié du XIXe siècle, Buckingham subit de nombreux changements en ce qui a trait à ses infrastructures, sa population, son économie et sa politique. Elle est d'abord un village et, dans les années 1890, le maire George Larkin Parker fait attribuer à Buckingham son statut de ville. C’est ainsi que cette dernière devient le « centre administratif, politique et économique de la vallée de la Lièvre ».

## Politique et administration

### Village, puis ville de Buckingham (1855-2001)
Le premier conseil municipal est formé en 1855. Le premier hôtel de ville de Buckingham, quant à lui, est construit au début des années 1900. L’administration publique de la ville s’y exerce jusqu’en 1964, puis elle déménage dans le nouvel hôtel de ville.
Le paysage politique de la ville est bouleversé à deux reprises par le biais de fusions municipales. La première se déroule le 1er janvier 1975. Les villes de Buckingham et de Masson, les villages d'Angers, de L'Ange-Gardien, de Notre-Dame-de-la-Salette, les municipalités du canton de Buckingham, de Buckingham-Sud-Est et de Buckingham-Ouest fusionnent pour former la ville de Buckingham. En 1980, un vent de mécontentement pousse plusieurs anciennes municipalités à se détacher de la nouvelle entité municipale pour former les villes de Masson-Angers, L'Ange-Gardien et Notre-Dame-de-la-Salette. 
| Nom | Période de fonction | Période de fonction | Notes |
| Nom | Début               | Fin                 | Notes |
| --- | ------------------- | ------------------- | --- |
| James Wilson | 1867                | 1871                | |
| McPherson LeMoyne | 1872                | 1873                | |
| Avec les modifications au code municipal en 1873, les élections se tiennent dorénavant aux deux ans et ce sont les conseillers municipaux qui choisissent le maire. |                     |                     | |
| John Cosgrove | 3 février 1874      | 1876                | Le maire LeMoyne étant endetté, Cosgrove est choisi pour le remplacer. |
| H. H. Sauvé | 1877                | 1878                | |
| James Maclaren | 1879                | 1882                | |
| À partir de 1883, les élections se tiennent désormais annuellement, à la suite desquelles les conseillers municipaux choisissent le maire parmi l'un d'entre eux. |                     |                     | |
| H. H. Sauvé | 1883                | août 1885           | Il meurt en fonction en août 1885. |
| James Maclaren | août 1885           | 1887                | Il est choisi pour remplacer le maire Sauvé à la suite de sa mort. |
| George Lakin Parker | 1887                | 1892                | |
| Le 14 juin 1890, Buckingham est incorporée en tant que ville. |                     |                     | |
| William J. MacKenzie | 1893                | 1893                | |
| En 1894, des amendements sont apportés à la charte de la ville : le maire est désormais élu directement par la population. |                     |                     | |
| James Martin | 1894                | 1895                | |
| Alexander Maclaren | 1896                | 1897                | |
| John Cosgrove | 1898                | 1899                | |
| Palma Lahaie | 1900                | 1901                | |
| John Edward Vallilee | 1902                | 1906                | |
| William H. Kelly | 1907                | 1908                | |
| Aristide M. LaPierre | 1909                | 1910                | |
| En 1911, la charte de la ville est à nouveau modifiée : les élections du maire et des conseillers ont désormais lieu aux deux ans. |                     |                     | |
| John F. Higgenson | 1911                | 1918                | |
| Désiré Lahaie | 1918                | 1926                | |
| Frederick C. Dunscombe | 1926                | 1928                | |
| Aristide M. LaPierre | 1928                | 1930                | |
| Wolfe Joseph Costello | 1930                | 1932                | |
| Philoxime Alphonse Fournier | 1932                | 14 janvier 1944     | |
| Philias Matte | 14 janvier 1944     | 3 janvier 1948      | |
| Elzéar Malette | 3 janvier 1948      | 3 janvier 1950      | |
| Philias Matte | 3 janvier 1950      | 12 novembre 1956    | |
| Arthur Latour | 12 novembre 1956    | 3 novembre 1958     | |
| Reginald Cameron | 3 novembre 1958     | 16 juillet 1962     | Il démissionne le 16 juillet 1962. |
| Ulysse Tremblay | 13 août 1962        | 6 novembre 1967     | |
| Roger D'Aoust | 6 novembre 1967     | 1er janvier 1975    | |
| Le 1er janvier 1975, les villes de Buckingham et de Masson, la municipalité de Notre-Dame-de-la-Salette, les municipalités de canton de Buckingham, Buckingham Partie-Ouest et Buckingham-Partie-Sud-Est, la municipalité de paroisse de L'Ange-Gardien et le village d'Angers fusionnent pour former la nouvelle ville de Buckingham. Ce regroupement est surnommé le « Grand Buckingham ».    |                     |                     | |
| Roger D'Aoust | 13 janvier 1975     | 3 novembre 1975     | À la suite du regroupement, il est porté à la tête du conseil provisoire.                                                                                                   |
| Reginald William Scullion | 3 novembre 1975     | 11 mai 1995         | Employé de la fonction publique fédérale, il occupe d'abord le poste de conseiller municipal de 1970 jusqu'à son élection à la mairie. Il meurt en fonction le 11 mai 1995. |
| Le 17 mai 1979, Angers, Buckingham-Partie-Sud-Est et Masson se détachent de Buckingham pour former la nouvelle ville de Masson (renommée Masson-Angers en 1992), tandis que Buckingham (ancienne municipalité de canton), Buckingham Partie-Ouest et L'Ange-Gardien font de même pour former la nouvelle municipalité de L'Ange-Gardien. Notre-Dame-de-la-Salette retrouve aussi son autonomie. |                     |                     | |
| Jacques Lareau | 23 mai 1995         | 7 novembre 1999     | À la suite de la mort du maire Scullion, Lareau est choisi par les conseillers pour le remplacer.                                                                           |
| Jocelyne Houle | 7 novembre 1999     | 31 décembre 2001    | Elle est la dernière mairesse de la ville de Buckingham. |
| Le 1er janvier 2002, les villes d'Aylmer, Buckingham, Hull, Gatineau et Masson-Angers fusionnent pour former la nouvelle ville de Gatineau. |                     |                     | |

### Au sein de la ville de Gatineau (depuis 2002)

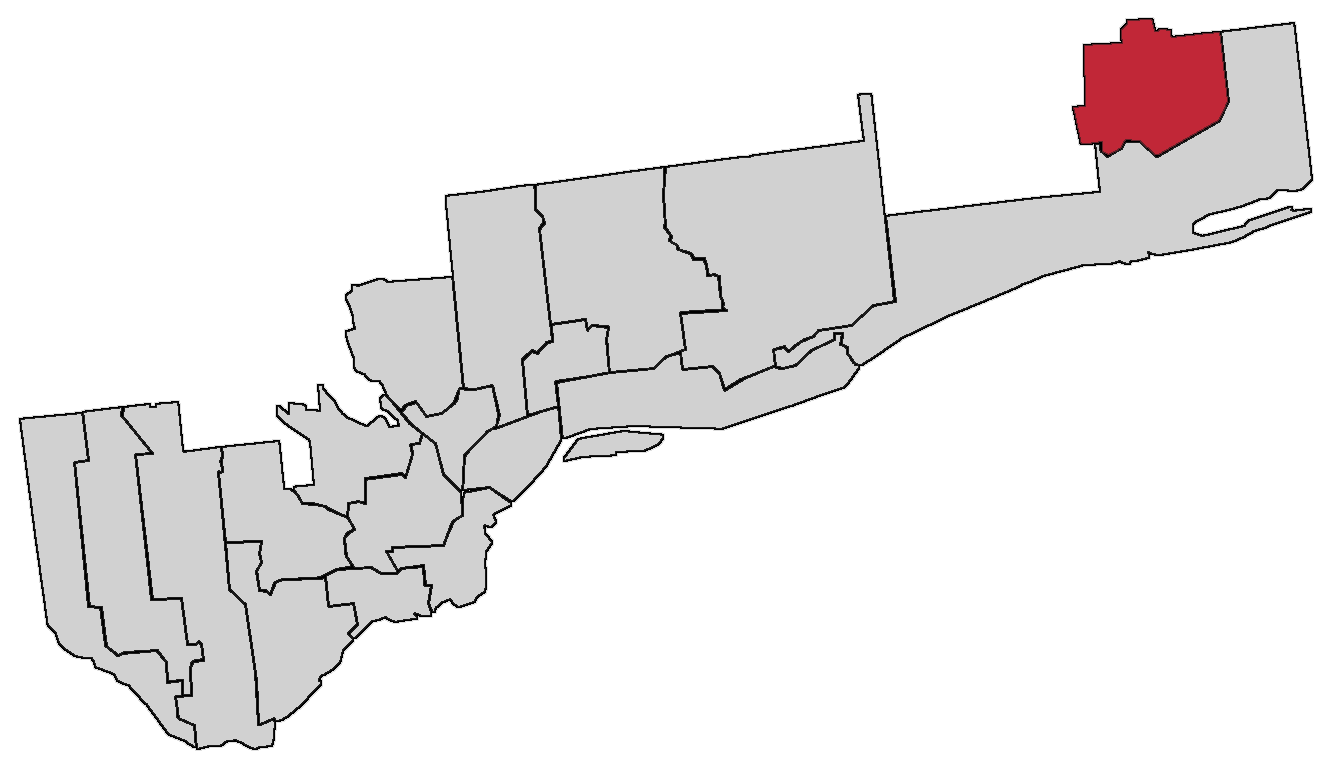
Emplacement du district de Buckingham au sein de la ville de Gatineau.

Lors de la fusion municipale du 1er janvier 2002 des villes d'Aylmer, Buckingham, Gatineau, Hull et Masson-Angers, chacune d'entre elles devient un secteur administratif de la nouvelle ville de Gatineau. Celle-ci est alors divisée en 17 districts électoraux, chacun représenté par un conseiller municipal. Depuis la dernière révision de la carte électorale (2020), la ville compte 19 districts, pour tenir compte de sa croissance démographique.
Le secteur de Buckingham est entièrement compris dans le district du même nom, qui inclut également une partie du secteur de Masson-Angers, au nord de ce dernier. Depuis le 7 novembre 2021, Edmond Leclerc représente le district de Buckingham au conseil municipal de Gatineau.

## Éducation

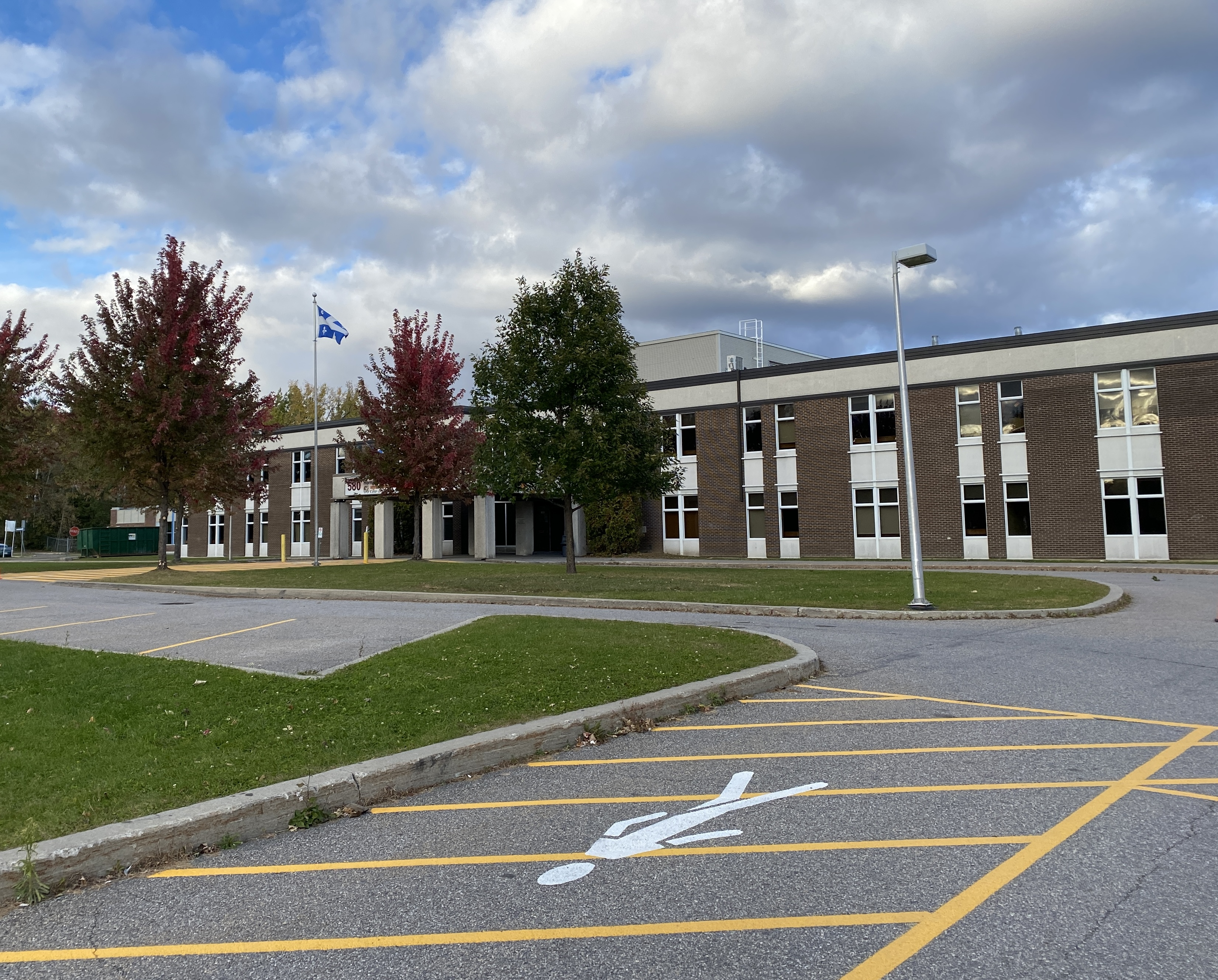
L'école secondaire Hormisdas-Gamelin accueille près de 1700 élèves du secteur et des localités environnantes.

Les établissements scolaires francophones de Buckingham relèvent du centre de services scolaire au Cœur-des-Vallées, dont le centre administratif est situé dans le secteur. L'enseignement préscolaire et primaire y est dispensé dans quatre établissements : les écoles du Boisé, Monseigneur Charbonneau, Saint-Laurent et Saint-Michel. L'enseignement secondaire, est quant à lui offert à l'école secondaire Hormisdas-Gamelin, qui accueille près de 1 700 élèves en 2024. Cet établissement dessert également les secteurs avoisinants, comme le secteur de Masson-Angers et la municipalité de L'Ange-Gardien. Buckingham accueille aussi un pavillon du centre de formation professionnelle Innovation Outaouais.
Le secteur compte un établissement scolaire anglophone, l'école primaire de Buckingham (Buckingham Elementary School), relevant de la Commission scolaire Western Québec, mais ne compte pas d'école secondaire anglophone. La plus proche, Hadley Junior & Philemon Wright High School, se situe dans le secteur de Hull.
Aucun établissement d'enseignement supérieur n'est implanté à Buckingham. Plusieurs sont cependant situés dans d’autres secteurs de la ville de Gatineau, comme le Cégep de l'Outaouais (francophone) et le Collège Héritage (anglophone), les deux seuls cégeps publics en Outaouais,. En matière d'enseignement universitaire, l'Université du Québec en Outaouais compte deux pavillons dans le secteur de Hull.

## Population et société

### Évolution démographique
| 1861  | 1871  | 1881  | 1891  | 1901  | 1911  | 1921  | 1931  | 1941  |
| ----- | ----- | ----- | ----- | ----- | ----- | ----- | ----- | ----- |
| 1 186 | 1 301 | 1 479 | 2 239 | 2 936 | 3 854 | 3 835 | 4 638 | 4 516 |

| 1951  | 1956  | 1961  | 1966  | 1971  | 1976   | 1981  | 1986  | 1991   |
| ----- | ----- | ----- | ----- | ----- | ------ | ----- | ----- | ------ |
| 6 129 | 6 781 | 7 421 | 7 227 | 7 304 | 14 328 | 7 992 | 8 620 | 10 548 |

| 1996   | 2001   | 2006   | 2011   | 2016   | 2021   | - | - | - |
| ------ | ------ | ------ | ------ | ------ | ------ | - | - | - |
| 11 678 | 11 668 | 11 414 | 12 050 | 12 220 | 12 795 | - | - | - |

### Médias
La presse imprimée apparaît d'abord en anglais à Buckingham, avec la fondation du Buckingham Post en 1895. C'est en 1958 qu'est créé le premier journal local francophone, le Bulletin de Buckingham, pour pallier le manque d'information en français dans la région. La presse écrite locale est ensuite représentée par des périodiques comme le Journal Les 2 Vallées et L’info de la Basse-Lièvre, qui couvrent l'actualité de Buckingham, de Masson-Angers et de certaines localités des MRC des Collines de l'Outaouais et de Papineau. Ces deux publications connaissent toutefois des difficultés financières et suspendent leurs activités respectivement en novembre 2023 et février 2024.

## Économie
Bien que l’économie de la ville de Buckingham s’est diversifiée au fil du temps, elle fut d’abord basée sur l’agriculture et l’industrie du bois. Ensuite, elle se tourna vers l’industrie forestière et minière. Les citoyens de la ville travaillaient comme bucherons, draveur et mineurs au sein des installations de la compagnie de la famille Maclaren et dans les différentes mines de phosphate qui étaient exploitées à l’époque.
Avec l’expansion que firent prendre les fils de James Maclaren à l’entreprise familiale, à la suite de la mort du patriarche en 1892, on vit apparaître des barrages hydroélectriques et une usine de pâtes et papiers, ce qui occasionna une augmentation de la main-d’œuvre au sein de cette entreprise. C’est pourquoi on souligne constamment l’importance de la famille Maclaren au sein du développement économique de Buckingham.
Enfin, un autre facteur important du développement économique de cette ville fut l’arrivée sur son territoire des installations de la compagnie de produits chimiques ERCO Ltée, jadis appelée « Electric Reduction Company », fondée en 1897,. Toujours présente sur le bord de la rivière de la Lièvre et toujours en activé aujourd’hui, l'usine qui produit du chlorate de potassium et du phosphate de sodium fut, dans les années 1990, considérée comme l’un des plus importants employeurs de Buckingham.

## Culture locale et patrimoine

### Patrimoine bâti
Le patrimoine bâti de la ville de Buckingham regorge de sites et de bâtiments anciens qui, par leurs styles et leurs architectures, complémentent l’histoire de la ville. Certains n’existent plus que sur des photographies d’archives, toutefois, plusieurs édifices et bâtiments sont toujours présents et occupés. En voici quelques exemples :
- Le collège Saint-Michel fut un établissement scolaire réputé à l’époque. Fondé en 1896, ce dernier fut remplacé par un nouveau bâtiment en 1956. Ce dernier est toujours présent aujourd’hui et ses locaux servent maintenant d’école primaire[O 40].
- L’hôtel Alexandra, pour sa part, date de 1931[O 39]. Il est toujours présent sur l’avenue de Buckingham et ses locaux sont occupés par un bar et une boîte de nuit.
- L’édifice McCallum-Lahaie est situé au coin de l’avenue de Buckingham et de la rue Joseph. C’est dans cet édifice qu’ont eu lieu, en 1906, les rencontres des employés de la compagnie de la famille Maclaren en vue de former un syndicat[O 39]. L’édifice est présentement occupé par un magasin de sport appelé Sports Experts.
- L’église Saint-Grégoire de Nazianze, située sur la rue Maclaren Est, date de 1887. En 1920, elle fut la proie des flammes, mais elle fut reconstruite en 1923[O 39].
- Le débarcadère situé tout près de la frontière entre le secteur de Buckingham et la municipalité de L’Ange-Gardien demeure un site important pour la ville de Buckingham puisque c’est à cet endroit que les bateaux à vapeur de l’époque partaient pour remonter la rivière de la Lièvre vers d’autres municipalités. Aujourd’hui, il est possible de s’y rendre et d’y observer l’épave d’un bateau à vapeur de l’époque, le vapeur George-Bothwell[O 41].

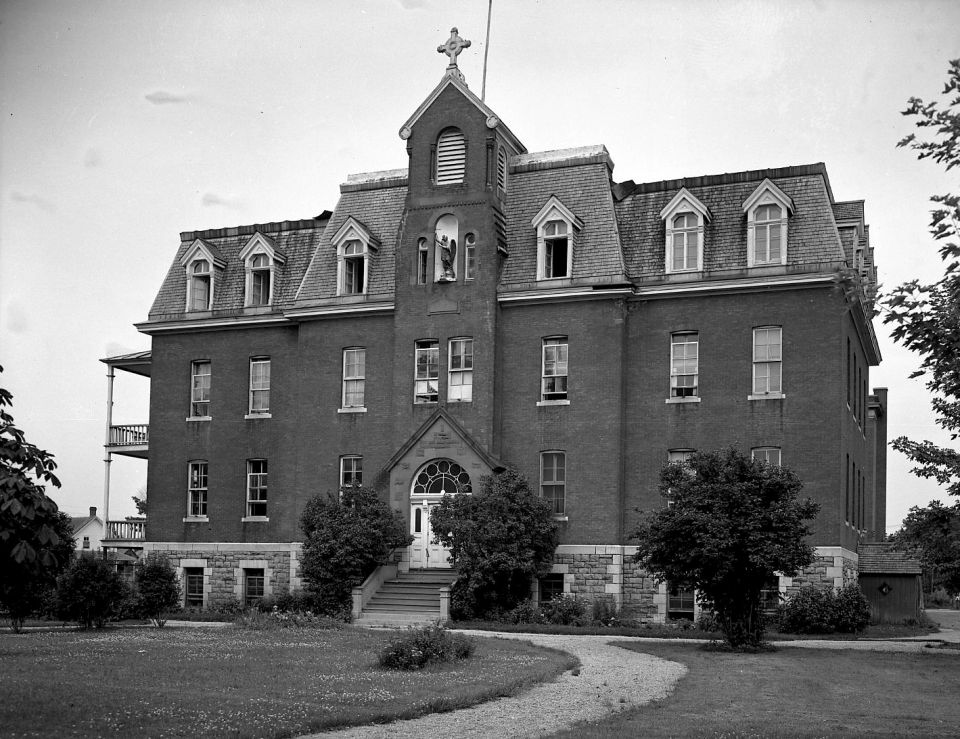
Le premier Collège Saint-Michel de Buckingham.
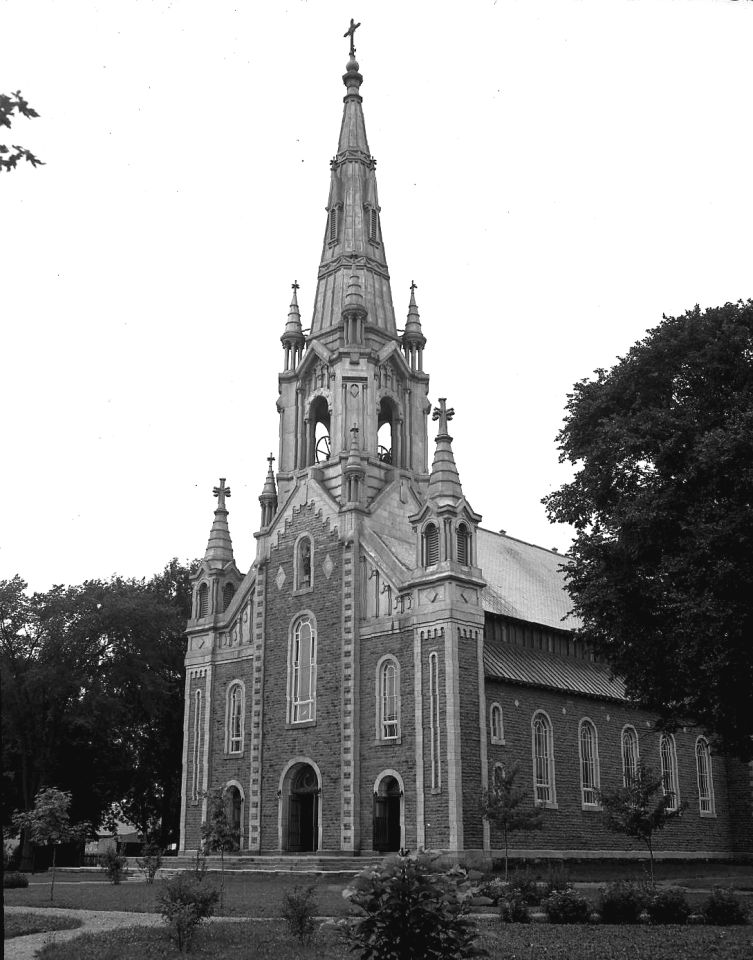
Église Saint-Grégoire-de-Nazianze.
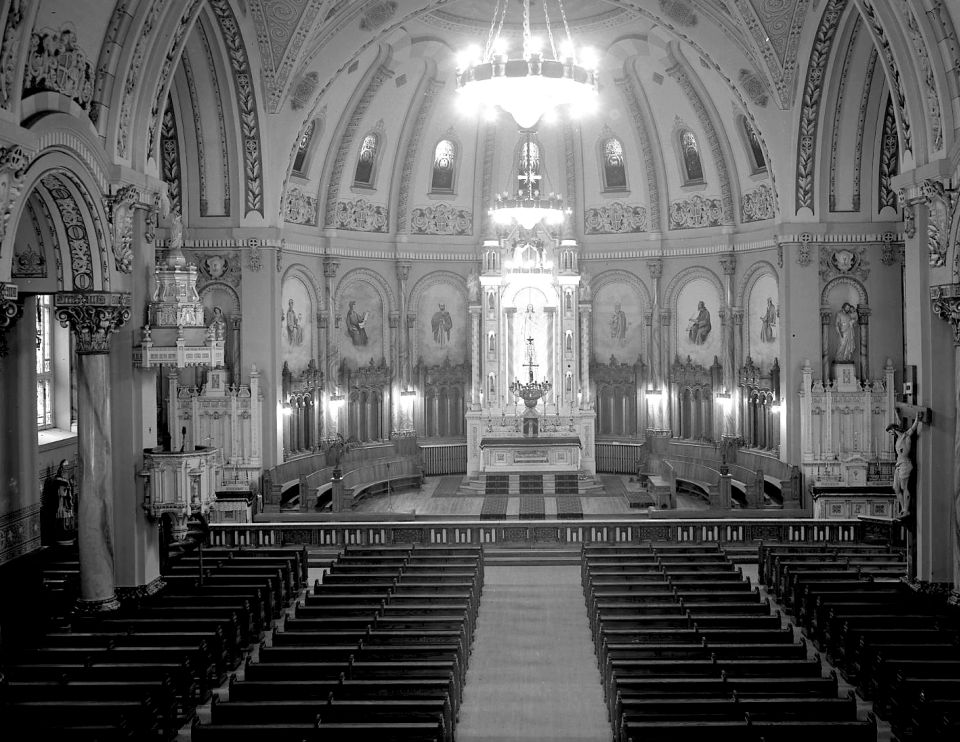
Intérieur de l'église Saint-Grégoire-de-Nazianze.

### Personnalités liées à Buckingham
Buckingham est le lieu de naissance de plusieurs personnalités, parmi lesquelles :
- Lawrence McCormick (1890-1961), joueur de hockey sur glace professionnel[10] ;
- Edwin Gorman (en) (1892-1963), joueur de hockey sur glace professionnel[O 42] ;
- Joseph McCormick (1894-1958), joueur de hockey sur glace professionnel[O 42] ;
- Earl Campbell (en) (1900-1953), joueur de hockey sur glace professionnel[O 42] ;
- Roméo Lorrain (1901-1967), journaliste et homme politique, ministre des Travaux publics de 1944 à 1960[P 23] ;
- Bernard Lonergan (1904-1984), philosophe et théologien[P 24] ;
- Rod Lorrain (en) (1914-1980), joueur de hockey sur glace professionnel[O 42].
- Bill Clement (1950), joueur professionnel et commentateur de hockey sur glace[P 25] ;
- Gaétan Hart (en) (1953), boxeur, champion canadien des poids-léger à plusieurs reprises[O 43] ;
- Marc Carrière (1964), homme politique, maire de Val-des-Monts de 1996 à 2008[G 17] ;
- Claude Lemieux (1965), joueur de hockey sur glace professionnel[P 26] ;
- Marjolaine Beauchamp (1982), poète, dramaturge et actrice[P 27].

D'autres personnalités, sans y être nées, ont vécu à Buckingham. C'est le cas de Paul St-Pierre Plamondon (1977), avocat, homme politique et chef du Parti québécois depuis 2020.

### Identité visuelle

#### Héraldique
Les armoiries de la ville de Buckingham sont conçues par le Collège canadien des armoiries de Montréal. Elle sont utilisées jusqu'à la fusion municipale du 1er janvier 2002 lors de laquelle Buckingham devient un secteur de la ville de Gatineau.
| Virtute et industria |
| -------------------- |

| L'écu de Buckingham se blasonne ainsi : De sinople au pal écoté d'argent chargé d'une croix pattée-fichée de sable et accosté de deux abeilles d'or, au chef ondé parti de gueules et de sable, au cygne atterrissant d'argent colleté d'une couronne d'or brochant sur la partition.Les armes de Buckingham sont inspirées de celles de la ville éponyme du comté du Buckinghamshire, en Angleterre. Le cygne des armes de celle-ci broche sur une partition noire et rouge; les couleurs sont donc interverties pour marquer une différence. Le chef ondé représente la rivière du Lièvre, tandis que le pal évoque l'industrie du bois, qui a joué un rôle central dans le développement de la ville. La croix noire symbolise le saint patron de la paroisse Saint-Grégoire-de-Naziance, alors que les deux abeilles ornant les armes illustrent la devise de la ville, Virtute et industria (« Vertu et labeur »). |

#### Logotype

Logo de la ville de Buckingham de 1996 à 2001.

Le 27 novembre 1996, un logotype est adopté par le conseil municipal de Buckingham. Celui-ci est composé d'un ensemble architectural qui vise à établir un lien entre le « passé, le présent et l'avenir de Buckingham ». Les lignes courbes sur lesquelles il repose symbolisent les deux rives de la rivière du Lièvre, tandis que la feuille et l'eau évoquent la « qualité du milieu de vie et la nature ». Le bourgogne symbolise la « notoriété conférée à la ville », alors que le vert représente l'« invitation au calme et au repos ». Le logotype vise à traduire l'équilibre entre ces deux éléments et à exprimer un « regard nettement orienté vers l'avenir ».